# 愛媛県幼稚園一覧
愛媛県幼稚園一覧（えひめけんようちえんいちらん）は、愛媛県の幼稚園の一覧。

## 国立幼稚園
- 愛媛大学教育学部附属幼稚園

## 公立幼稚園

### 松山市
- 松山市立三津浜幼稚園
- 松山市立五明幼稚園
- 松山市立石井幼稚園
- 松山市立荏原幼稚園
- 松山市立坂本幼稚園

### 今治市
- 今治市立宮窪幼稚園
- 今治市立伯方幼稚園

### 宇和島市
- 宇和島市立番城幼稚園
- 宇和島市立九島幼稚園
- 宇和島市立明倫幼稚園
- 宇和島市立宇和津幼稚園
- 宇和島市立三間幼稚園
- 宇和島市立清満幼稚園
- 宇和島市立岩松幼稚園
- 宇和島市立畑地幼稚園

### 八幡浜市
- 八幡浜市立松蔭幼稚園
- 八幡浜市立神山幼稚園
- 八幡浜市立保内幼稚園

### 新居浜市
- 新居浜市立王子幼稚園
- 新居浜市立神郷幼稚園

### 西条市
- 西条市立ひまわり幼稚園
- 西条市立東予南幼稚園
- 西条市立多賀幼稚園
- 西条市立国安幼稚園
- 西条市立小松幼稚園
- 西条市立燧洋幼稚園

### 大洲市
- 大洲市立喜多幼稚園
- 大洲市立久米幼稚園
- 大洲市立大洲幼稚園
- 大洲市立平野幼稚園
- 大洲市立正山幼稚園
- 大洲市立大谷幼稚園
- 大洲市立中野幼稚園
- 大洲市立予子林幼稚園
- 大洲市立河辺幼稚園

### 伊予市
- 伊予市立伊予幼稚園
- 伊予市立北山崎幼稚園
- 伊予市立中山幼稚園
- 伊予市立からたち幼稚園

### 四国中央市
- 四国中央市立川之江幼稚園
- 四国中央市立川之江みなみ幼稚園
- 四国中央市立中之庄幼稚園
- 四国中央市立三島南幼稚園
- 四国中央市立三島東幼稚園
- 四国中央市立土居東幼稚園
- 四国中央市立土居西幼稚園
- 四国中央市立新宮幼稚園
- 四国中央市立寺内幼稚園

### 西予市
- 西予市立野村幼稚園
- 西予市立惣川幼稚園

### 東温市
- 東温市立北吉井幼稚園
- 東温市立重信幼稚園
- 東温市立川上幼稚園
- 東温市立東谷幼稚園
- 東温市立西谷幼稚園

### 上浮穴郡
- 久万高原町立畑野川幼稚園
- 久万高原町立明神幼稚園
- 久万高原町立久万幼稚園
- 久万高原町立直瀬幼稚園
- 久万高原町立おもご幼稚園
- 久万高原町立美川幼稚園
- 久万高原町立露峰幼稚園

### 伊予郡
- 松前町立古城幼稚園
- 松前町立松前幼稚園
- 砥部町立砥部幼稚園
- 砥部町立宮内幼稚園
- 砥部町立麻生幼稚園

### 喜多郡
- 内子町立内子幼稚園
- 内子町立立川幼稚園
- 内子町立五十崎幼稚園
- 内子町立御祓幼稚園
- 内子町立参川幼稚園
- 内子町立小田幼稚園
- 内子町立田渡幼稚園

## 私立幼稚園

### 松山市
- 松山東雲短期大学附属幼稚園
- 北条幼稚園
- 高縄幼稚園
- 聖カタリナ大学短期大学部附属幼稚園
- あい幼稚園
- 親愛幼稚園
- 勝山幼稚園
- コイノニア幼稚園
- 和光幼稚園
- 松山のぞみ幼稚園
- ロザリオ幼稚園
- さくら幼稚園
- 若草幼稚園
- 花園幼稚園
- 道後聖母幼稚園
- 久枝幼稚園
- 北梅本幼稚園
- 海の星幼稚園
- 桃山幼稚園
- 堀江幼稚園
- 愛媛幼稚園
- 持田幼稚園
- すみれ幼稚園
- 愛媛星岡幼稚園
- 和気幼稚園
- 勝愛幼稚園
- 石手幼稚園
- 久米幼稚園
- 太山寺幼稚園
- 番町幼稚園
- 梅花幼稚園
- 三葉幼稚園
- 大護幼稚園
- 済美幼稚園
- 慶応幼稚園
- 潮見幼稚園
- 木の実幼稚園
- 椿幼稚園
- 育英幼稚園
- 東松山幼稚園
- くたに幼稚園
- みのり幼稚園
- 松山幼稚園
- 育英第二幼稚園
- 育英湯山幼稚園

### 今治市
- こまどり幼稚園
- 今治幼稚園
- 若葉幼稚園
- 今治精華幼稚園
- 立花幼稚園
- 晴心幼稚園
- ひまわり幼稚園
- ゆりかご幼稚園
- いずみ幼稚園
- みどり幼稚園
- みなみ幼稚園
- 唐子幼稚園
- 白ゆり幼稚園
- 今治めぐみ幼稚園
- 近見虎岳幼稚園

### 宇和島市
- 鶴城幼稚園
- 愛和聖母幼稚園
- 伊吹幼稚園
- 八幡幼稚園
- 愛媛女子短期大学附属幼稚園

### 八幡浜市
- 日土幼稚園
- 八幡浜聖母幼稚園
- 八幡浜幼稚園

### 新居浜市
- 聖マリア幼稚園
- 泉幼稚園かひかり幼稚園
- 新居浜精華幼稚園
- 愛光幼稚園
- シオン幼稚園
- グレース幼稚園
- グレース第二幼稚園

### 西条市
- 双葉幼稚園
- たんぽぽ幼稚園
- 西山学園幼稚園
- 西条聖マリア幼稚園
- 西条栄光幼稚園
- 大町幼稚園
- めぐみ幼稚園
- 玉津幼稚園
- たから幼稚園

### 大洲市
- 愛媛帝京幼稚園
- 長浜幼稚園

### 伊予市
- 天使幼稚園

### 四国中央市
- 金生幼稚園
- 緑ヶ丘幼稚園
- 三島幼稚園
- 愛和幼稚園

### 西予市
- 三瓶幼稚園
- 卯之町幼稚園

### 伊予郡
- 愛育幼稚園
- 青葉幼稚園
- エンゼル幼稚園